# 雄鷹台山 (相生市・たつの市)
雄鷹台山（おたかだいやま）は、兵庫県たつの市と相生市の境界にある山。

## 概要
- 標高310.6m、御津山脈の最高峰である。
- 南は播磨灘に面する。南東に嫦娥山あり、そことの鞍部に鳩が峰がある。
- 同県赤穂市にも同名同音の雄鷹台山がある。